# 新右エ門新田町
新右エ門新田町（しんうえもんしんでんちょう）は、愛知県愛西市の地名。

## 地理
旧立田村北部に位置する。東は下一色町、西は戸倉町、南は四会町、北は早尾町に接する。

### 学区
- 高等学校 - 尾張学区
- 中学校 - 愛西市立立田中学校[WEB 5]
- 小学校 - 愛西市立立田北部小学校[WEB 5]

## 歴史

### 町名の由来
関ヶ原の戦いの落ち武者である中野新右衛門の開発地であることによる。

### 人口の変遷
国勢調査による人口の推移。
| 1995年（平成7年）  | 150人 |  |  |
| 2000年（平成12年） | 147人 |  |  |
| 2005年（平成17年） | 131人 |  |  |
| 2010年（平成22年） | 128人 |  |  |
| 2015年（平成27年） | 123人 |  |  |

### 世帯数の変遷
国勢調査による世帯数の推移。
| 1995年（平成7年）  | 33世帯 |  |  |
| 2000年（平成12年） | 34世帯 |  |  |
| 2005年（平成17年） | 35世帯 |  |  |
| 2010年（平成22年） | 35世帯 |  |  |
| 2015年（平成27年） | 35世帯 |  |  |

### 沿革
- 1889年（明治22年） - 合併に伴い、新右衛門新田村が五会村大字新右エ門新田となる[3]。
- 1906年（明治39年） - 合併に伴い、立田村大字新右エ門新田となる[3]。
- 2005年（平成17年） - 合併に伴い、愛西市新右エ門新田町となる[3]。

## 交通
- 愛知県道稲山津島線[1]

## 施設
- 津島社[1]
- 愛西市立立田北部小学校[1]

### WEB
1. ↑  “愛知県愛西市の町丁・字一覧”.   人口統計ラボ. 2021年8月9日閲覧。
2. ↑  総務省統計局 (2017年1月27日). “平成27年国勢調査の調査結果(e-Stat) - 男女別人口及び世帯数 －町丁・字等” (CSV). 2021年7月21日閲覧。
3. ↑  “愛知県愛西市の郵便番号一覧”.   日本郵便. 2022年1月3日閲覧。
4. ↑  “市外局番の一覧” (PDF).   総務省. 2022年1月3日閲覧。
5. 1 2  愛西市役所 教育委員会 学校教育課. “小・中学校”.   愛西市. 2021年8月9日閲覧。
6. 1 2  総務省統計局 (2014年3月28日). “平成7年国勢調査の調査結果(e-Stat) - 男女別人口及び世帯数 －町丁・字等” (CSV). 2021年7月20日閲覧。
7. 1 2  総務省統計局 (2014年5月30日). “平成12年国勢調査の調査結果(e-Stat) - 男女別人口及び世帯数 －町丁・字等” (CSV). 2021年7月20日閲覧。
8. 1 2  総務省統計局 (2014年6月27日). “平成17年国勢調査の調査結果(e-Stat) - 男女別人口及び世帯数 －町丁・字等” (CSV). 2021年7月21日閲覧。
9. 1 2  総務省統計局 (2012年1月20日). “平成22年国勢調査の調査結果(e-Stat) - 男女別人口及び世帯数 －町丁・字等” (CSV). 2021年7月21日閲覧。
10. 1 2  総務省統計局 (2017年1月27日). “平成27年国勢調査の調査結果(e-Stat) - 男女別人口及び世帯数 －町丁・字等” (CSV). 2021年7月21日閲覧。

### 書籍
1. 1 2 3 4 5  「角川日本地名大辞典」編纂委員会 1989, p. 1885.
2. ↑  「角川日本地名大辞典」編纂委員会 1989, p. 703.
3. 1 2 3  「角川日本地名大辞典」編纂委員会 1989, p. 704.